# Henry, Tennessee
Henry är en ort i Henry County i delstaten Tennessee, USA.